# Ursus savini
L'orso delle steppe (Ursus savini) è una specie di orso estinta, i cui resti fossili risalgono al Pleistocene medio (circa 700 – 140.000 anni fa) e sono stati ritrovati in Europa.

## Descrizione
Questo orso era molto simile al ben noto orso delle caverne, ma era di dimensioni molto inferiori; non doveva superare la taglia di un attuale orso bruno europeo. Il cranio di Ursus savini era piccolo rispetto a quello di altri orsi, ma molto robusto. Le arcate zigomatiche, ad esempio, erano estremamente corte e larghe. Il cranio, soprattutto nei maschi, possedeva una regione frontale molto prominente, e aveva un neurocranio piuttosto alto. Il muso era molto corto, e i sinus frontali si estendevano molto all'indietro. L'occipite era molto profondo nell'area della protuberanza esterna occipitale. Anche le mandibole erano robuste e alte, e il processo coronoide della mandibola era verticale. 

## Classificazione
Ursus savini venne descritto per la prima volta nel 1922, sulla base di resti fossili ritrovati in terreni del Pleistocene medio dell'Inghilterra. Altri fossili, rinvenuti nella zona di Krasnodar in Russia, vennero descritti da Borissiak nel 1930 come U. spelaeus rossicus. Successivamente, ulteriori resti ben conservati provenienti dalla zona di Mishin Kamik (Bulgaria nordoccidentale) hanno permesso di comprendere che i vari fossili ritrovati in precedenza appartenevano a un'unica specie di orso estinto: le forme più arcaiche sono note come U. savini, mentre quelle più derivate e recenti (della Russia e della Bulgaria) sono note come U. savini rossicus.
Sembra che Ursus savini, nonostante fosse molto simile come morfologia al ben noto orso delle caverne (Ursus spelaeus), appartenesse in realtà a un ramo collaterale dell'evoluzione del genere Ursus, e non sarebbe un discendente della linea evolutiva iniziata con l'orso di Deninger (Ursus deningeri), culminata poi in Ursus ingressus e U. spelaeus (Spassov et al., 2017).

## Paleobiologia
La popolazione di orsi di Mishin Kamik indica che questi animali si erano adattati a un habitat costituito da un mosaico di foreste e aree aperte, in un terreno collinoso. Ursus savini aveva sviluppato notevoli capacità di triturare il cibo vegetale, ma non aveva grandi abilità locomotorie (Spassov et al., 2017).